# Championnats d'Océanie d'escalade 2020
Navigation
Édition précédente
Les Championnats d'Océanie d'escalade 2020 sont une édition des Championnats d'Océanie d'escalade se déroulant à Sydney du 19 décembre 2020 au 20 décembre 2020. La compétition devait initialement se dérouler en mars 2020 au Cap avant d'être reportée en raison de la pandémie de Covid-19.
Les sportifs engagés devront concourir en bloc, en difficulté et en vitesse ; leurs scores dans les trois disciplines établiront leur classement combiné.
Le champion et la championne se qualifient pour les Jeux olympiques de Tokyo.

## Podiums
| Épreuves       | Or                      | Argent                     | Bronze             |
| -------------- | ----------------------- | -------------------------- | ------------------ |
| Combiné hommes | Tom O'Halloran (AUS)    | Ben Abel (AUS)             | James Kassay (AUS) |
| Combiné femmes | Oceania Mackenzie (AUS) | Angie Scarth-Johnson (AUS) | Ella Easton (AUS)  |